# Bonnerue (Houffalize)
Pour les articles homonymes, voir Bonnerue.
 (août 2013).
Si vous disposez d'ouvrages ou d'articles de référence ou si vous connaissez des sites web de qualité traitant du thème abordé ici, merci de compléter l'article en donnant les références utiles à sa vérifiabilité et en les liant à la section « Notes et références ».
Bonnerue (en wallon Bounru, localement Bon'ru) est un hameau belge de la commune de Houffalize situé en Région wallonne dans la province de Luxembourg. Avant la fusion des communes, il faisait partie de l'ancienne commune de Mabompré.

## Étymologie
Bonn-ruyou Bonnereux signifie « bon ruisseau ».

## Historique

### Époque gallo-romaine
Après la conquête romaine, le village faisait partie de la Germanie inférieure.
Quelques noms rappellent encore des voies secondaires romaines : « Al pavée….Voie de fer… »[réf. nécessaire].
Le 20 décembre 1928, Julien Lambert a découvert à la Falize, une sépulture belgo-romaine : trois tombes contiguës, orientées vers l’ouest.
Dans la première, on mit au jour une urne funéraire en terre d’argile, un petit gobelet en terre cuite, une assiette d’argile. L’urne contenait de la cendre et des os calcinés. Les écuelles étaient vides.
À cette époque se place l’histoire des « nutons ».

### Époque franque
Le village était situé dans l’Austrasie. Les terres étaient partagées entre les seigneurs, et cultivées par les paysans, moyennant redevance.
Après le traité de Verdun, le village fit partie de la Basse-Lotharingie.

### Époque féodo-communale[Quoi ?]
Une partie de la section de Bonnerue relevait du quartier de La Roche et l’autre partie du quartier de l’abbaye de Houffalize. Ces deux quartiers, petits fiefs, relevaient du Grand-Duché du Luxembourg.
La peste et la lèpre, fort communes au Moyen Âge, décimèrent la population rurale. Les famines firent également de grands ravages. Il reste encore quelques lieux-dits rappelant ces années : « chemin de la peste », se dirigeant vers Engreux ; « malade fontaine » les lépreux s’y baignaient pour calmer leurs souffrances et y laver leurs plaies infectées[réf. nécessaire] ; « chemin des sorts » sur les combes.

### Époque autrichienne
On retrouve dans certaines maisons-habitations, d’anciennes taques aux armes autrichiennes datant de 1511 ; d’autres taques encore, représentant le blason des princes-évêques et portant la date de 1711.
Certaines de ces plaques de fer furent brisées et martelées lors de l’invasion française, les soldats français voulant montrer par là, leur haine de l’Autriche[réf. nécessaire].

### Époque française
Le village faisait partie du département des Forêts ; en l’an III de la République, Bonnerue relevait du canton d’Houffalize ; en l’an VIII, de l’arrondissement communal de Neufchâteau ; en l’an X, du canton de Bastogne.
Les troubles révolutionnaires eurent leurs échos au village : pillages, guerres des paysans. 
Il existe à l’endroit appelé : « li laide goff », près du« laidthier », dans l’Ourthe orientale, là où les deux berges sont fort resserrées, un profond gouffre, sans doute formé par les remous continuels de l’eau qui, en tournoyant lors des grandes crues, aura raviné et par le fait même creusé son lit en forme d’entonnoir, excavation très profonde selon les dires des gens de la contrée.
Aujourd’hui, un ponceau en bois fait communiquer les deux rives. On a voulu s’assurer de la profondeur de cet abîme en y laissant descendre une longue corde munie d’une grosse pierre, sans que jamais cette corde pût atteindre le fond du gouffre.
La tradition locale raconte que lors de la révolution française, vers 1792-1794, le curé de Mont ayant appris l’arrivée des troupes françaises dans la région d’Houffalize, fit jeter par son sacristain, les cloches de sa paroisse dans ce gouffre, afin d’empêcher que les français ne les transforment en cartouches ou obus. Lors du concordat, elles furent retirées du précipice et replacées dans l’église actuelle.
Non loin de cet endroit, on voit encore à l’heure actuelle ; une croix de bois qui fut érigée en ce lieu à l’époque de la terreur. Les gens des environs de Bonnerue-Mont s’y rendaient en secret pour assister à la célébration du Saint-Sacrifice de la messe, dite par un prêtre non assermenté et déguisé.
Tous les prêtres des alentours, d’ailleurs, habillés en civil, se cachaient dans les forêts avoisinantes et disaient la messe chez les villageois.
On montre encore, dans la maison Guebels, une chambre qui servait d’oratoire. Lors de la guerre des paysans, les jeunes gens réfractaires à la loi de la circonscription militaire, se réfugièrent dans les bois et cavernes.
Le village possède également  un souvenir de l’empire : « Le chemin de Napoléon ».

### Époque hollandaise
En 1819, le village de Bonnerue appartenait au district de Bastogne, puis en 1822 au quartier de Bastogne. Enfin, en 1823, il faisait partie de la commune de Mabompré, sous le rapport de la milice du Royaume de Belgique.

## Démographie
En 1869, le village relevait du décan de Bastogne. On y comptait 12 maisons habitées par 24 laboureurs, 1 charron, 1 menuisier, une personne hors d’état de gagner sa vie et un membre du clergé séculier.
En 1891, il y avait 28 feux (maisons) et 149 habitants.
- En 1950 la situation est de 200 habitants et 40 feux.

De 1935 à 1950 la situation n’a pas évolué par suite de manque d’industries locales, de l’éloignement des gares (Houffalize à 12 km ; Bourcy 12 km ; Bastogne 17 km) de la pauvreté du sol, de la propriété morcelée, etc.
À l’armistice, certains villageois émigrèrent avec leur famille pour chercher du travail dans les usines et fabriques de Givet, de Longwy et de Mont-Saint-Martin. La population vivant uniquement du travail agricole.
Dans les années 1960, la majorité des habitants vivaient essentiellement de l’agriculture. Certains fermiers exerçaient une activité complémentaire de bûcheron, voire d’ouvrier.
Fin des années 1970, la tendance s’inverse, les enfants d’agriculteurs ne reprennent pas le flambeau et la plupart de ceux qui conservent l’exploitation familiale le font en complément d’un travail à l’extérieur du village.
Les années 2000 ont vu disparaître un nombre important de ces exploitations.

## Monuments[2]

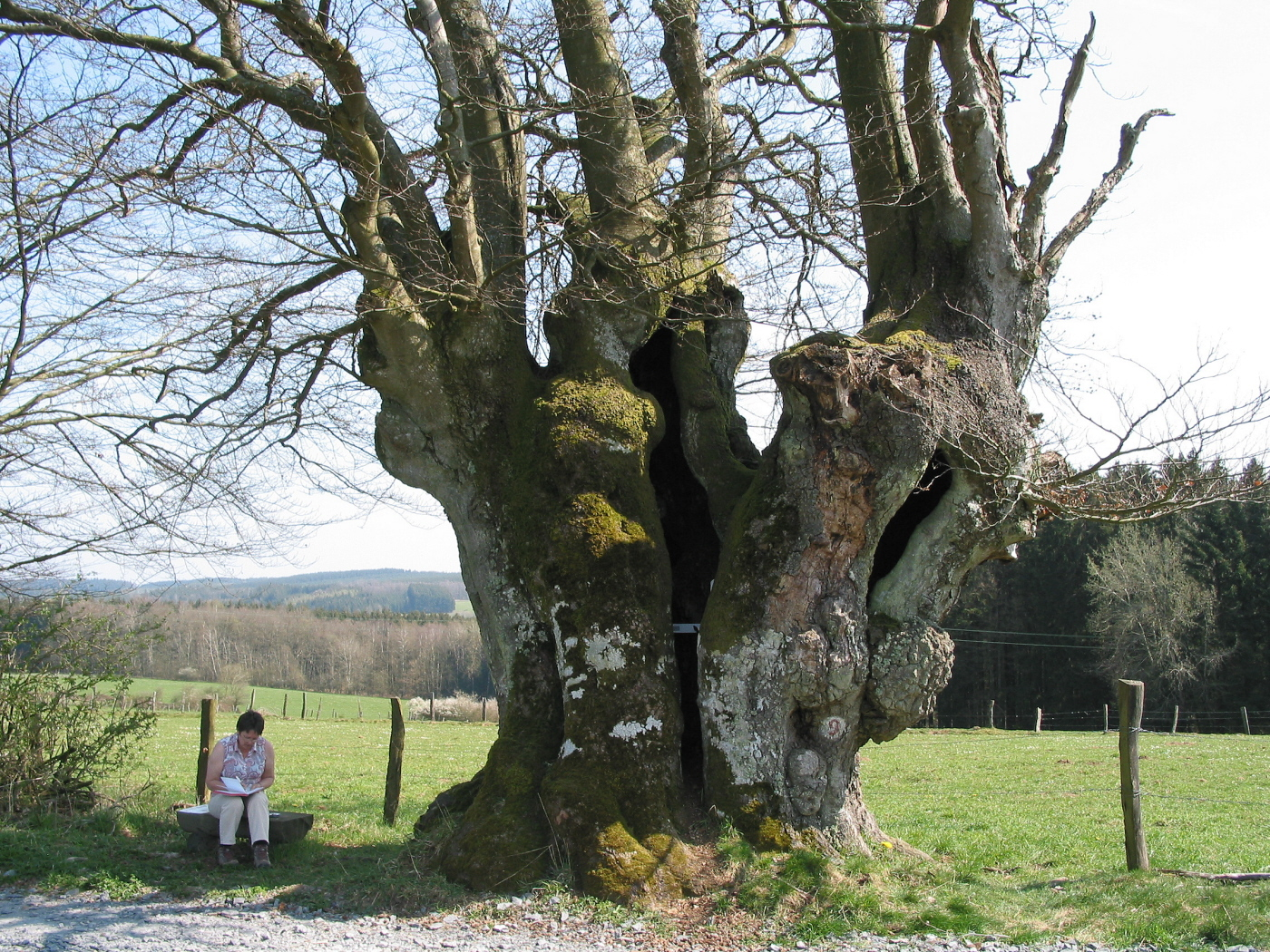
Le hêtre remarquable (8 m de tour).

- Maison Lambert Julien, construite en 1611.
- Maison Guebels, ancien prieuré relevant de l’abbaye d’Houffalize. C’est dans cette maison que les habitants de l’endroit apportaient leurs dîmes.
- « Hêtrebéni », il a été foudroyé. Une croix fut plantée dans le tronc creux avant la Révolution française. C’est là qu’aux enterrements, on s’arrêtait avec les morts, pour les bénir avant de se rendre au cimetière de Vellereux. C'est aussi le plus gros hêtre commun Fagus sylvatica du pays. Il est repris dans la liste des arbres remarquables de Belgique.
- « LaidThier », rocher levé surmontant les bords de l’Ourthe orientale.
- « Gouffre de Marcapont », voir l’histoire des cloches de Mont.
- « Rocher du laid saut », haut de 20 mètres environ, s’élevant perpendiculairement au-dessus des eaux de la rivière. Ce nom lui aurait été donné parce qu’une princesse serait venue terminer ses amours, malheureuse en se précipitant dans l’Ourthe, du haut de ce rocher.

## Chapelle Saint-Bernard
Au fil du temps, la chapelle Saint-Bernard de Bonnerue s’est forgée une histoire :
« Un recteur y desservait une chapelle au XVIe siècle. Parallélépipède abrité par un toit à deux versants avec clocheton au-dessus de la façade ouest, la sacristie formant un excroissance à l’extrémité est du flanc sud, tel est l’édifice bâti par l’architecte Cupper de Bastogne vers 1897-1898, en remplacement de celui datant du XVIIe siècle. L’installation de tout le mobilier se situe aux environs de 1901". »
Probablement construite au XVIe siècle, la chapelle rurale de Bonnerue (Saint Bernard et N.-D. Consolatrice, dédicace le 20 août) devient chapellenie en 1898. Elle a toujours dépendu de Vellereux sauf le court laps de temps de 1803 à 1820 quand elle fut rattachée à Compogne.
Restaurée en 1861, démolie puis reconstruite sur un nouvel emplacement en 1898, elle subit en 1982 une restauration importante au clocheton. Cette chapelle abrite une statue de sa co-patronne, Notre-Dame de Luxembourg Consolatrice des Affligés. C'est une sculpture en bois de chêne polychrome de la fin du XVIIe siècle, logée au centre d’un autel baroque. Comme à Engreux et à Vellereux, ses desservants étaient généralement des frères, augustins du monastère du Val-des-Ecoliers de Houffalize. Après la suppression de ce couvent en 1784, quelques-uns de ses moines se sont retirés à Bonnerue dans une maison appelée aujourd’hui encore le prieuré.

## Événements
- La kermesse de Bonnerue se déroule l'avant-dernier week-end d'août.
- « Good Street Festival » festival musical qui est organisé une année sur 2 dans le courant du mois de septembre.